# Exochus annulitarsis
Exochus annulitarsis là một loài tò vò trong họ Ichneumonidae.